# Slakovți, Pernik
Slakovți (în bulgară Слаковци) este un sat în comuna Breznik, regiunea Pernik,  Bulgaria. 

## Demografie
Componența etnică a satului Slakovți
     Turci (1,13%)
     Bulgari (98,48%)
     Nicio identificare (0,37%)
     Altele (0%)
La recensământul din 2011, populația satului Slakovți era de 264 locuitori. Din punct de vedere etnic, majoritatea locuitorilor (98,48%) erau bulgari, cu o minoritate de turci (1,13%). Pentru 0,37% din locuitori nu este cunoscută apartenența etnică.